# 박덕남
박덕남(朴德南, 1920년 ~ 2017년 2월 24일)은 대한민국의 좌익운동가 출신이다. 남편은 권오석 前 남조선로동당 당무위원이며, 자식은 권양숙(대한민국의 영부인) 등이 있다.

## 생애
1920년 아버지 박희진에게서 태어났다.
1973년 대검찰청이 펴낸 <좌익사건실록>에 의하면 1950년 9월 21일 창원군 진전면 여성동맹 위원장으로 전쟁 정세선전 및 시국강연, 포스터 배포와 부착, 유치장간수, 식사제공 등에 활동했다. 동료이자 남편 권오석은 이후 체포되어 1971년 복역 중 사망했다. 남편과 달리 전향하여 자녀들을 길러내고 평범하게 살다가 2017년 2월 24일에 경상남도 김해시 진영읍 봉하마을에서 노환으로 별세했다.